# Cheiloneurus noxius
Cheiloneurus noxius är en stekelart som beskrevs av Compere 1925. Cheiloneurus noxius ingår i släktet Cheiloneurus och familjen sköldlussteklar. Inga underarter finns listade i Catalogue of Life.